# Cristiano di Schleswig-Holstein-Sonderburg-Ærø

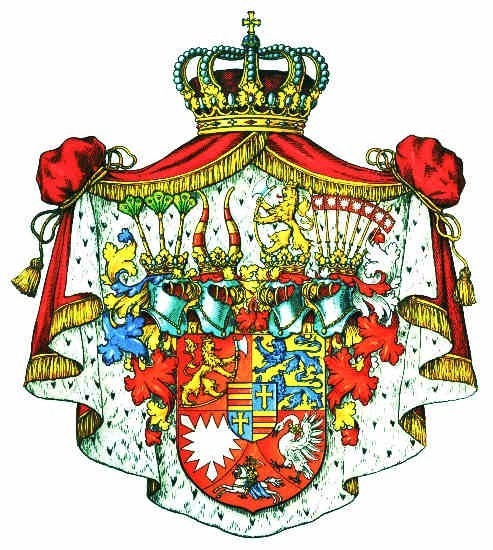

Cristiano di Schleswig-Holstein-Sonderburg-Ærø (26 novembre 1570 – 14 giugno 1633) fu il primo e unico abgeteilter Herr di Ærø, e in quanto tale non ne aveva la sovranità.

## Biografia
Era il maggiore dei figli del duca Giovanni II (1545-1622) e alla morte di questi, egli ereditò l'isola di Ærø.  Suo padre aveva associato le piccole aziende agricole dell'isola in tre manieri: Gråsten, Søbygård, e Gudsgave. Nel 1624, Cristiano creò Videoup terra padronale che aveva acquistato dalla chiesa.
Cristiano aveva intenzione di diventare vescovo di Strasburgo; tuttavia ciò non avvenne. Era protestante, ma fu tuttavia un canonico del capitolo di Strasburgo dal 1587 al 1604. Il capitolo cattolico continuò a pagargli lo stipendio di prete celibe fino a circa il 1619.
Cristiano ebbe una figlia, Sophie (n. 1600), dalla sua governante Katharina Griebel (1570 a Lütjenburg – 1640 a Ærø). Per provvedere a lei, le diede due grandi case nel 1629, una a Ærøskøbing e l'alta sull'isola di Dejrø. Fu anche esente dal pagamento di qualsiasi imposta. Dopo la morte di Cristiano, Katharina sposò il suo amministratore, Peder Christensen Pilegaard, che poi si stabilì a Ærøskøbing come mercante.
Alla morte di Cristiano, la sua eredità fu divisa fra i suoi quattro fratelli sopravvissuti:
- Filippo che ebbe Ærøskøbing e Wuderup
- Federico che ebbe Gråsten, poi venduta a Filippo nel 1636
- Giovanni Cristiano che ebbe Gudsgave
- Gioacchino Ernesto che ebbe Søbygård, che fu mantenuta dai duchi delle linee di Schleswig-Holstein-Sonderburg-Plön fino alla estinzione nel 1761

La divisione dell'isola in tanti piccoli territori determinò un'amministrazione fiscale complicata e un mercato nero attivo.

## Ascendenza
|                                                 |   |                                   | Genitori                         |  |  | Nonni |  |  | Bisnonni                |  |  | Trisnonni                |  |
|                                                 |   |                                   |                                  |  |  |       |  |  | Federico I di Danimarca |  |  | Cristiano I di Danimarca |  |
|                                                 |   |                                   |                                  |  |  |       |  |  | Federico I di Danimarca |  |  | Cristiano I di Danimarca |  |
|                                                 |   | Dorotea di Brandeburgo            |                                  |  |  |       |  |  | Federico I di Danimarca |  |  |                          |  |
| Cristiano III di Danimarca                      |   |                                   |                                  |  |  |       |  |  | Federico I di Danimarca |  |  |                          |  |
|                                                 |   | Anna del Brandeburgo              | Giovanni I di Brandeburgo        |  |  |       |  |  |                         |  |  |                          |  |
|                                                 |   | Anna del Brandeburgo              | Giovanni I di Brandeburgo        |  |  |       |  |  |                         |  |  |                          |  |
|                                                 |   | Anna del Brandeburgo              | Margherita di Sassonia           |  |  |       |  |  |                         |  |  |                          |  |
| Giovanni di Schleswig-Holstein-Sonderburg       |   | Anna del Brandeburgo              |                                  |  |  |       |  |  |                         |  |  |                          |  |
|                                                 |   | Magnus I di Sassonia-Lauenburg    | Giovanni V di Sassonia-Lauenburg |  |  |       |  |  |                         |  |  |                          |  |
|                                                 |   | Magnus I di Sassonia-Lauenburg    | Giovanni V di Sassonia-Lauenburg |  |  |       |  |  |                         |  |  |                          |  |
|                                                 |   | Magnus I di Sassonia-Lauenburg    | Dorotea di Hohenzollern          |  |  |       |  |  |                         |  |  |                          |  |
| Dorotea di Sassonia-Lauenburg                   |   | Magnus I di Sassonia-Lauenburg    |                                  |  |  |       |  |  |                         |  |  |                          |  |
|                                                 |   | Caterina di Braunschweig-Lüneburg | Enrico IV di Brunswick-Lüneburg  |  |  |       |  |  |                         |  |  |                          |  |
|                                                 |   | Caterina di Braunschweig-Lüneburg | Enrico IV di Brunswick-Lüneburg  |  |  |       |  |  |                         |  |  |                          |  |
|                                                 |   | Caterina di Braunschweig-Lüneburg | Caterina di Pomerania-Wolgast    |  |  |       |  |  |                         |  |  |                          |  |
| Cristiano di Schleswig-Holstein-Sonderburg-Aerø |   | Caterina di Braunschweig-Lüneburg |                                  |  |  |       |  |  |                         |  |  |                          |  |
|                                                 | … | …                                 |                                  |  |  |       |  |  |                         |  |  |                          |  |
|                                                 | … | …                                 |                                  |  |  |       |  |  |                         |  |  |                          |  |
|                                                 | … | …                                 |                                  |  |  |       |  |  |                         |  |  |                          |  |
| Ernesto III di Brunswick-Grubenhagen            | … |                                   |                                  |  |  |       |  |  |                         |  |  |                          |  |
|                                                 |   | …                                 | …                                |  |  |       |  |  |                         |  |  |                          |  |
|                                                 |   | …                                 | …                                |  |  |       |  |  |                         |  |  |                          |  |
|                                                 |   | …                                 | …                                |  |  |       |  |  |                         |  |  |                          |  |
| Elisabetta di Brunswick-Grubenhagen             |   | …                                 |                                  |  |  |       |  |  |                         |  |  |                          |  |
|                                                 |   | …                                 | …                                |  |  |       |  |  |                         |  |  |                          |  |
|                                                 |   | …                                 | …                                |  |  |       |  |  |                         |  |  |                          |  |
|                                                 |   | …                                 | …                                |  |  |       |  |  |                         |  |  |                          |  |
| Margherita di Pomerania-Wolgast                 |   | …                                 |                                  |  |  |       |  |  |                         |  |  |                          |  |
|                                                 |   | …                                 | …                                |  |  |       |  |  |                         |  |  |                          |  |
|                                                 |   | …                                 | …                                |  |  |       |  |  |                         |  |  |                          |  |
|                                                 |   | …                                 | …                                |  |  |       |  |  |                         |  |  |                          |  |
|                                                 |   | …                                 |                                  |  |  |       |  |  |                         |  |  |                          |  |